# Municipio de Rio
El municipio de Rio (en inglés: Rio Township) es un municipio ubicado en el condado de Knox en el estado estadounidense de Illinois. En el año 2010 tenía una población de 518 habitantes y una densidad poblacional de 5,53 personas por km².

## Geografía
El municipio de Rio se encuentra ubicado en las coordenadas 41°6′27″N 90°22′52″O / 41.10750, -90.38111. Según la Oficina del Censo de los Estados Unidos, el municipio tiene una superficie total de 93.67 km², de la cual 93,67 km² corresponden a tierra firme y (0 %) 0 km² es agua.

## Demografía
Según el censo de 2010, había 518 personas residiendo en el municipio de Rio. La densidad de población era de 5,53 hab./km². De los 518 habitantes, el municipio de Rio estaba compuesto por el 98,07 % blancos, el 0,39 % eran afroamericanos, el 0,19 % eran amerindios, el 0,39 % eran de otras razas y el 0,97 % eran de una mezcla de razas. Del total de la población el 1,16 % eran hispanos o latinos de cualquier raza.